# Epicauta maculifera
Epicauta maculifera är en skalbaggsart som först beskrevs av Maydell 1934.  Epicauta maculifera ingår i släktet Epicauta och familjen oljebaggar. Inga underarter finns listade i Catalogue of Life.